# Joc tradicional

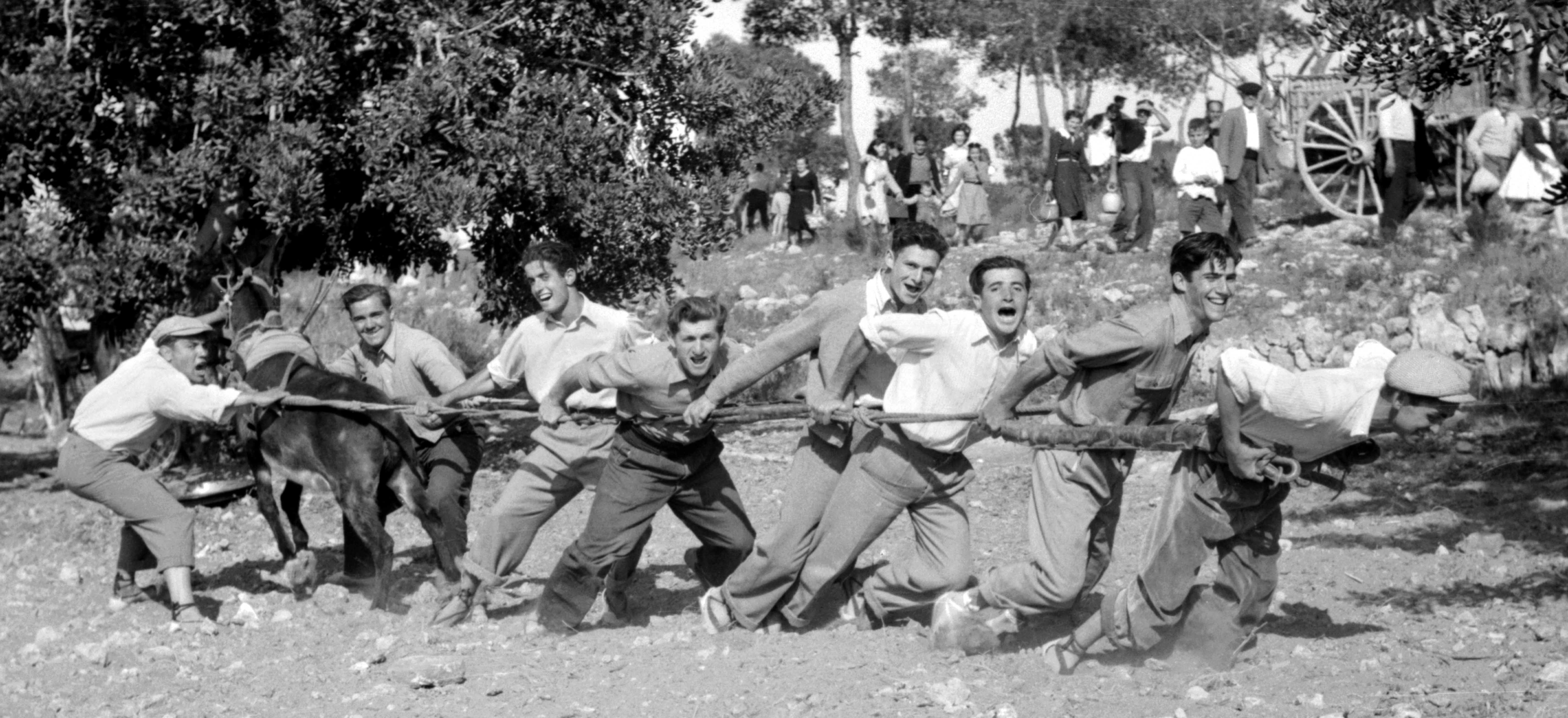
Jocs tradicionals de Pasqua. Joc de força amb corda: estirada de corda -tirant a gat- 1955 (Ribera Alta-País Valencià)

El joc tradicional és un joc que ha estat transmès de pares a fills, normalment per via oral.
Es poden fer diverses classificacions dels jocs tradicionals a l'Educació Física en funció dels següents paràmetres: habilitats motrius, qualitats físiques i material emprat.
Així s'obtenen les classificacions següents:
- habilitats motrius: jocs de saltar, jocs de precisió, jocs de cursa, joc de llançament.
- qualitats físiques: jocs de força, jocs de velocitat.
- material emprat: jocs de corda, jocs de pilota, jocs de bitlles, jocs de xapes.

Es pot explicar un joc tradicional a partir dels següents paràmetres:
1. Denominació
2. Zona geogràfica d'origen (El joc tradicional català, francès, alemany, etc.)
3. Nombre de jugadors
4. Edat dels jugadors
5. Material
6. Esquema i distribució
7. Desenvolupament
8. Normes del joc
9. Variants